# Scheloribates fimbriatus
Scheloribates fimbriatus är en kvalsterart som beskrevs av Thor 1930. Scheloribates fimbriatus ingår i släktet Scheloribates och familjen Scheloribatidae.

## Underarter
Arten delas in i följande underarter:
- S. f. fimbriatus
- S. f. africanus
- S. f. calcaratus
- S. f. javensis
- S. f. whitteni